# Húrinova djeca
Húrinova djeca (2007.) je dovršenje priče koju je J. R. R. Tolkien započeo 1918. Priču Tolkien nije dovršio prije svoje smrti. Christopher Tolkien, njegov sin, dovršio je priču i pripremio je za izdavanje kao zasebnu knjigu.
Ova knjiga je izdana 17. travnja 2007. u Velikoj Britaniji i Sjedinjenim Američkim Državama. Ilustracije na naslovnoj stranici i kroz cijelu knjigu izradio je Alan Lee koji je također i ilustrator Hobita i Gospodara prstenova.
Okosnica priče je lik heroja Prvog doba, Húrina, pripadnika rase ljudi, kojega je prokleo Morgoth Gospodar Tame, i posljedice te kletve na Húrinovu djecu Túrina Turambara i Niënor Níniel.

### Osnovne crte o djelu
Priča je mračna i turobna. Ima daleko tužniji i negativniji kraj od Gospodara Prstenova. Húrinova djeca su hrabra i plemenita, ali ponekad brzaju i lako padaju u zamke Morgothova zmaja Glaurunga i time potvrđuju Morgothovu kletvu koju je ovaj bacio na njihova oca.
Priča o Húrinovoj djeci ima sličnosti sa starim finskim epom Kalevalom.

### Sadržaj
Christopher Tolkien uspio je posložiti višestruke inačice, nedovršene djeliće i okvire priče Húrinove djece u jednu samostalnu i zaokruženu inačicu koja se u potpunosti temelji na izvornim autorovim riječima. Djelo je nastalo kao nov i potpun tekst za dobre poznavatelje Tolkienovog rada, i kao nova priča iz Međuzemlja za ljubitelje Tolkiena koji nisu upoznati s pričama i mitologijom Međuzemlja, a koje su temelj Gospodara Prstenova. Obnovljena iz Tolkienovih rukopisa i predstavljena po prvi put kao neprekinuto i samostalno djelo, ova epska priča o Húrinovoj djeci ujedinit će ljubitelje Hobita i Gospodara prstenova s vilenjacima i ljudima, zmajevima i patuljcima, orlovima i orcima, te bogatim pejzažima i likovima karakterističnim za Tolkiena.
Túrin je rođen u Međuzemlju, koje je nedavno bilo razoreno pobjedom Gospodara Tame, Morgotha, i njegove vojske. Najveći ratnici među vilenjacima i ljudima bili su pobijeni, a Túrinov otac, Húrin, bio je zarobljen. Zbog Húrinova prkosa, njegovu cijelu obitelj prokleo je Morgoth, kako bi pala u tamu i očaj. Međutim, kao i njegov otac, Túrin odbija Morgothova zastrašivanja i kako on raste, tako zajedno s njim raste legenda o smrtonosnom heroju. U zemlji preplavljenoj orcima, Túrin oko sebe okuplja grupu odmetnika i postupno počinju preokretati ravnotežu u ratu nadmoći nad Međuzemljem.
Nakon toga, Morgoth oslobađa svoje najjače oružje: Glaurunga, najmoćnijeg zmaja, koji postaje nezaustavljiv neprijatelj. Kako zmaj nastavlja svoje vatreno pustošenje, postaje jasno kako ga samo jedan čovjek može ubiti. No, da bi to učinio, prvo se mora suočiti sa svojom sudbinom.   
Húrinova djeca je jedna od triju Velikih priča koje je započeo J. R. R. Tolkien, nakon što se oporavio od strahota Prvog svjetskog rata na njima je radio ostatak svog života. Ova tragična priča o avanturi, herojstvu, patnjama i ljubavi stoji kao jedan od najfinijih odraza Tolkienovih pripovjedačkih vještina, a dovoljno je snažna kao bilo koji sadržaj unutar Gospodara prstenova.